# Jules Cowles

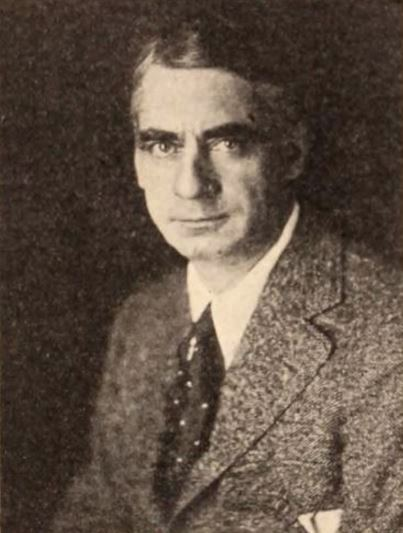
Jules Cowles (1920)

Julius D. Cowles (* 18. Oktober 1877 in Farmington, Connecticut; † 22. Mai 1943 in Hollywood, Kalifornien) war ein US-amerikanischer Schauspieler.

## Leben
Jules Cowles studierte an der Yale University. Bevor er mit der Filmschauspielerei begann, trat er fünf Jahre lang mit Augustin Daly in einer Shakespeare-Repertoiretruppe auf.

## Filmografie
- 1915: A Royal Family
- 1916: Notorious Gallagher
- 1917: The Bar Sinister
- 1918: The Service Star
- 1919: To the Highest Bidder
- 1918: The Poor Rich Man
- 1919: The Cambric Mask
- 1920: A Fool and His Money
- 1921: Tangled Trails
- 1921: The Idol of the North
- 1922: The Bootleggers
- 1923: The Ne’er-Do-Well
- 1923: Lost in a Big City
- 1924: The Love Bandit
- 1924: High Speed
- 1925: Die verlorene Welt (The Lost World)
- 1925: Sieben Chancen (Seven Chances)
- 1925: Sweet Marie
- 1925: Spook Ranch
- 1925: Lord Jim
- 1926: Money to Burn
- 1926: Der scharlachrote Buchstabe (The Scarlet Letter)
- 1927: The Show
- 1927: The Road to Romance
- 1927: Mockery
- 1927: London After Midnight
- 1928: Das Findelkind von Singapore (Sal of Singapore)
- 1928: Dog Law
- 1928: Isle of Lost Men
- 1928: Why Sailors Go Wrong
- 1928: Terror Mountain
- 1928: Thundergod
- 1928: Bringing Up Father
- 1929: The Leatherneck
- 1929: His First Command
- 1929: One Hysterical Night
- 1931: Sea Devils
- 1931: Heaven on Earth
- 1931: Secret Menace
- 1932: Renegades of the West
- 1933: The Fighting Parson
- 1933: Cross Fire
- 1934: The Scarlet Letter
- 1934: Jagd nach dem Glück (The Pursuit of Happiness)
- 1935: Law Beyond the Range